# Lås

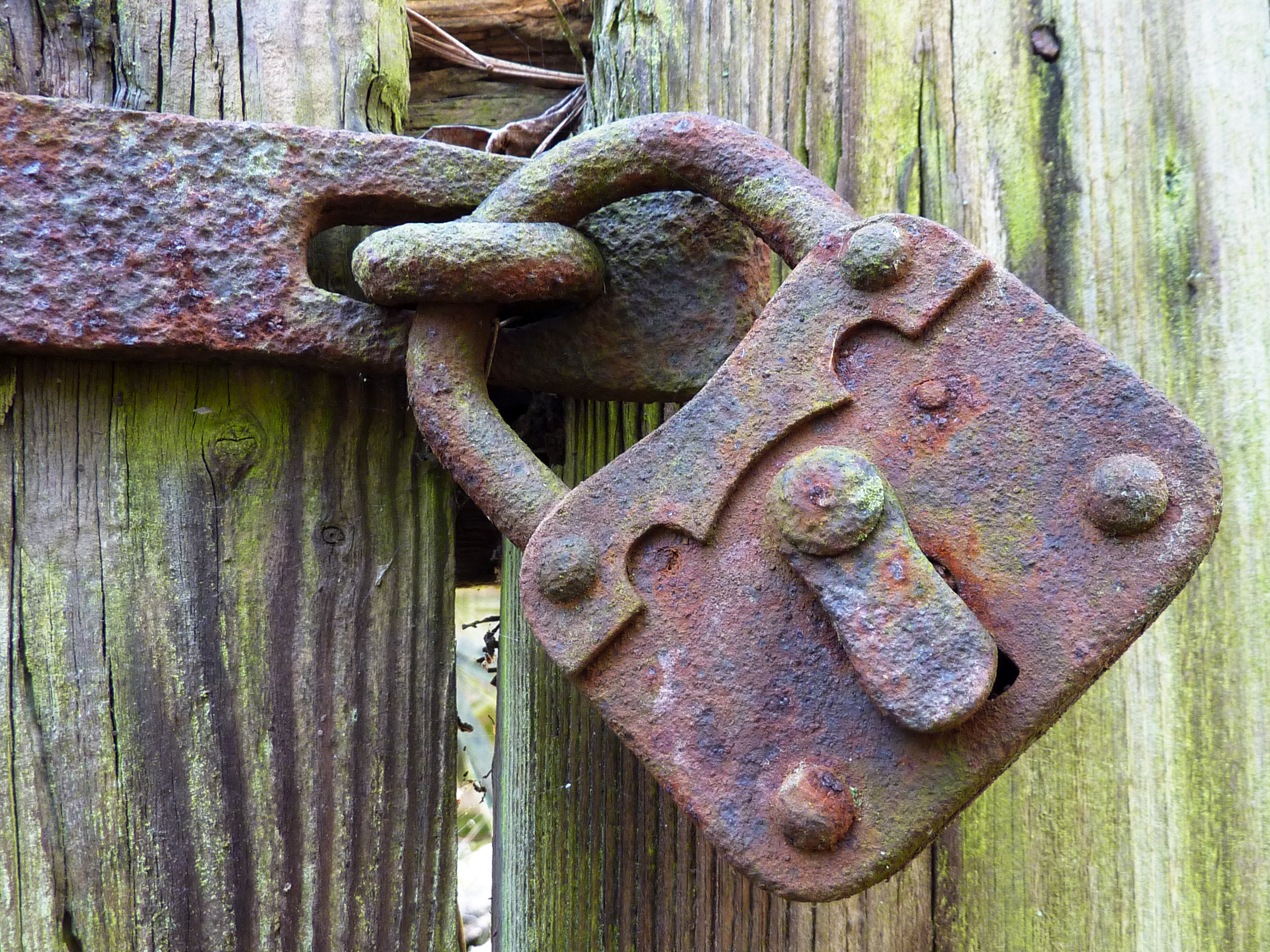
Ett äldre hänglås

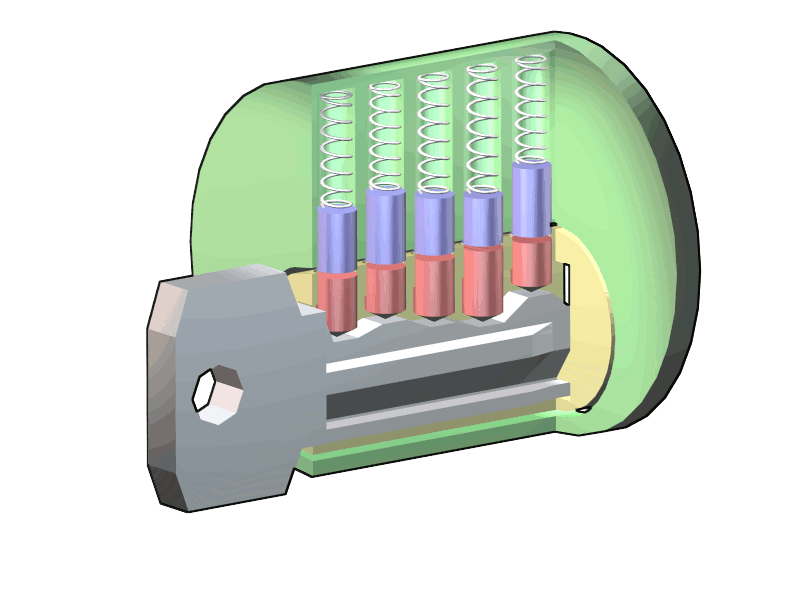
Låscylinder med passande
nyckel (stiftcylindertyp)

Ett lås är en mekanisk, elektromagnetisk eller elektromekanisk anordning som ska förhindra oönskat tillträde till ett utrymme eller otillbörligt tillgrepp av egendom. En nyckel, elektronisk nyckel eller en elektronisk eller mekanisk kod används för att öppna ett lås.
För att låsa upp ett lås utan nyckel kan man använda en dyrk. Låssmed kallas den som har som yrke att tillverka lås, kopiera nycklar eller montera låssystem.

## Historia dörrlås

Kistlås, 1643 - Skoklosters slott

De äldsta konstruktionerna för "låsning" av dörrar är en regel eller hasp som fixerar dörren på insidan, ett förstadium till låset. Det grekiska tempellåset var försett med en rem som från bommens insida gick ut genom ett hål i dörren. På det viset kunde man skjuta för dörren utifrån. Man öppnade med en böjd metallstav, en föregångare till nyckeln. Sådana lås var i bruk på 400-talet f. Kr. och beskrivs av Homeros.
Fallregellåset, en föregångare till cylinderlåset förekom i Egypten redan 2.000 f. Kr. Fallregellåset hade ett antal sprintar, som av egen tyngd föll ned i fördjupningar i dörregeln och hindrade att den sköts åt sidan. En "nyckel" i form av en vinklad träbit motsvarande regelns fördjupningar sköts in genom ett hål i dörren till ett urtag i bommen.
Lås där låskolven hölls på plats med fjädrar, och öppnades med en järnnyckel, uppfanns i Romarriket. Dessa kom till Norden redan under romersk järnålder.
I Norden var lås vanliga redan på vikingatiden och de så kallade iriska kopplen finns ristades som betydelsefulla detaljer på dåtidens runstenar. Kistor, dörrar och skrin behövde givetvis också låsas och ett par sådana låstyper som förekom var fallregellåset och trapetslåset, i slutet av vikingatiden kom även bultlåset.
Fällbomslåset, som bygger på romartida konstruktioner fanns sin form i Tyskland under medeltiden. En medeltida låstyp som ännu är vanlig på äldre härbre- och kyrkdörrar kallas draglås. Med ena handen placeras nyckeln i låset och vrids om, varvid ett antal spärrfjädrar frigörs. Med andra handen skjuts låskolven åt sidan, genom ett handtag som placerats i en springa på dörren.
Springlåset eller smällelåset, där låskolven hålls i låst läge av en fjäder, och endast kan öppnas medan belastning hålls på nyckeln och kan "smällas igen" uppfanns på 1400-talet. Fram till 1700-talet kom den att bli den vanligaste konstruktionen för kistlås och en snarlik princip används ännu i vanliga dörrlås.
Under 1600-talet kom de franska tillhållarlåsen att sprida sig, då de var betydligt svårare att dyrka upp. 1778 uppfanns flertillhållarlåset av Robert Barron och 1784 det så kallade Bramahlåset, ett kombinationslås vilka båda ytterligare försvårade dyrkning. 1818 uppfanns Chubblåset och i början av 1800-talet uppfann den amerikanske uppfinnaren Linus Yale den äldre cylinderlåset.
Kombinationslås som öppnas helt utan nyckel, så kallade "bokstavslås" i form av hänglås, uppfanns redan 1540 av Hans Eneman. Då hade enklare varianter av samma teknik redan existerat länge.

### Etymologi
Ordet lås är av nordiskt ursprung och kommer från fornsvenskans las, troligen besläktat med norskans lam för dörrhake. I äldre svenska använde man orden lycka och läsa istället för låsa. Därtill finns begreppet "lås och lycklar" i betydelsen lås och nycklar, en fras som bland annat fortlever inom den juridiska termen "lyckta dörrar".

## Konstlås
Benämningen konstlås hänför sig till lås av sådan konstruktion att det fordras en mera ingående kännedom om hur man skall öppna eller stänga det, till exempel bokstavslås och kodlås

## Mekaniska och halvmekaniska lås

### Barnlås
1. Familjefilter, en funktion på t.ex. videospelare och datorspel som gör det möjligt att hindra otillbörligt nyttjande av utrustningen. Med andra ord kan t.ex. en förälder delvis ha kontrollen över de filmer eller spel som ska kunna nyttjas av minderåriga.
2. Ett filter i Internetanslutna datorer. Kallas även Föräldrakontroll, och brukar vara en valbar funktion i brandväggar. Filtret kan ställas in på olika sätt:
  - Medge användning av datorn endast mellan givna klockslag
  - Släppa igenom endast av vårdnadshavaren godkända webbplatser
  - Spärra av vårdnadshavaren förbjudna webbplatser[7]

Dessutom kan vårdnadshavaren ofta logga skedd aktivitet för senare kontroll. För att ändra på inställningarna krävs ett särskilt lösenord, som skall hållas hemligt för den som ska utspärras.
3. En säkerhetsfunktion på bildörrar, som gör att de inte går att öppna inifrån.

### Billås
Se separat artikel Stöldskydd (bil).
Ett försäkringskrav är att billås av ett visst fabrikat ska kunna tillverkas i minst 1 000 unika varianter, och att dessutom, då serien upprepas, leverans ska ske till vitt skilda orter. Icke desto mindre händer det någon gång att en viss nyckel passar till två olika bilar, som råkar befinna sig på samma ort, även om sannolikheten för att detta ska ske är låg.

### Bygellås
Liknar ett stort hänglås. Se Cykellås & Bygellås.

### Blocklås
Ett slags cykellås som monteras på ramen på cykeln, kallas även ramlås, se Cykellås & Ramlås

### Cykellås
Cykellås, en anordning som används för att låsa cyklar med. Det finns olika typer av cykellås:
Bygellås - Liknar ett stort hänglås.
Wirelås - Spiralformad wire, vilket gör den lång, med lås i ändarna.
Kabellås - En enkel kabelslinga med lås i ändarna.

### Chubblås
Chubb-låset är en av engelsmannen Jeremiah Chubb gjord uppfinning, som patenterades 1818. Den hade en anordning som signalerade försök att öppna låset med orätt nyckel.
- Dörrlås
- Elektroniskt lås
- Fallregellås
- Fotboja

### Garderoblås

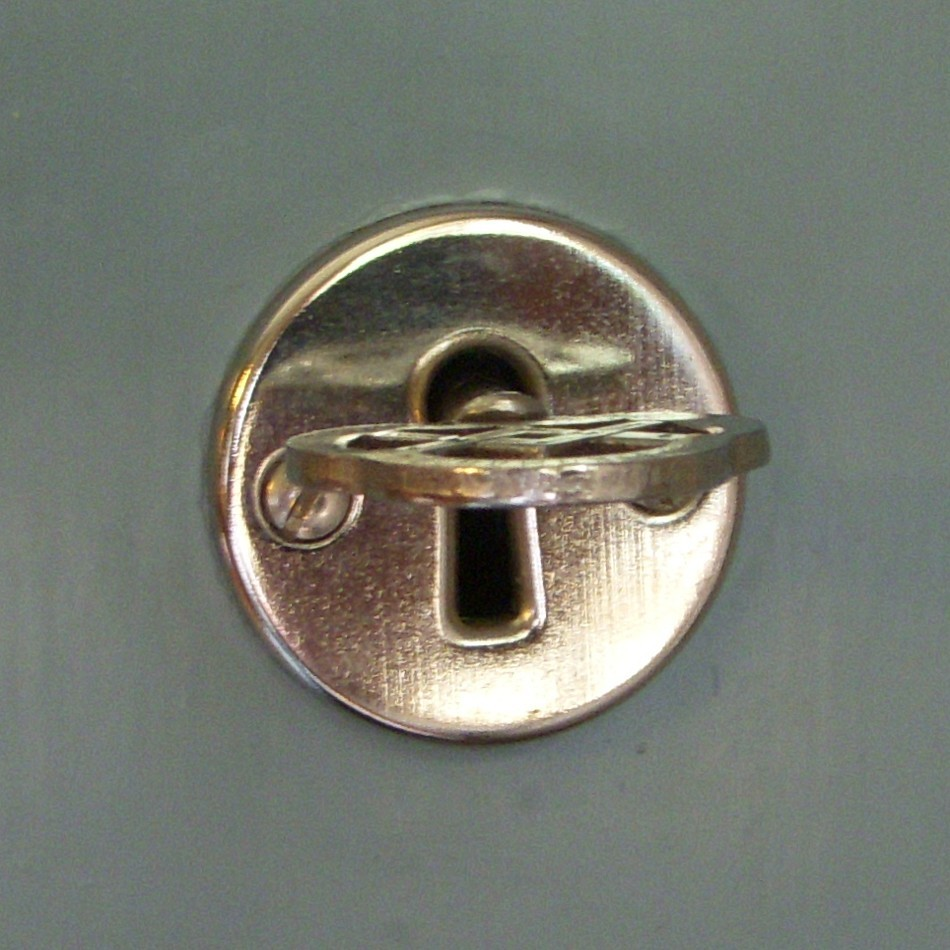
Ett garderobslås från 1950-talet

Garderoblås är en enklare typ av dörrlås av typen springlås eller smällelås, avsett att manövreras enbart från ena sidan av dörren. Låshuset är oftast utanpåliggande på dörrens insida. Trycke saknas, och nyckeln får tjäna som handtag.
- Handbojor
- Hänglås
- Jalusilås
- Kabalås
- Kinesiskt lås
- Klinklås
- Kodlås
- Kortlås
- Kombinationslås
- Konstlås
- Låsfärg, Låslack

### Nyckelhålslås
Med nyckelhålslås, eller detektivlås, menas en liten anordning med egen nyckel, som man kan låsa fast inuti ett nyckelhål för att blockera användningen av den normala nyckeln. Vanligen är det utfört som ett miniatyriserat stiftcylinderlås med åtminstone fyra stift.
Nyckelhålslåset kan användas som en förstärkning av inbrottskyddet, om det rör sig om ett lås av enkelt slag, som lätt öppnas med en dyrk.
Vardagligt har nyckelhålslåset även benämnts polislås, då en tillämpning har varit då polisen av en eller annan anledning velat hindra en nyckelinnehavare tillträde, t.ex. försegling av en dörr till en brottsplats.
- Patentlås
- Polhemslås
- Portlås
- Rattlås
- Regellås
- Skivcylinderlås
- Skrivbordlås
- Spagnolettlås
- Stiftcylinderlås
- Systemlås
- Tillhållarlås
- Yalelås

## Andra typer av lås
- Alkolås
- Blixtlås
- Datorlås
- Flintlås (vapen)
- Hjullås
- Kedjelås
- Killås
- Kinklås leksak
- Knapplås
- Linlås
- Luntlås (vapen)
- Låsbricka
- Låsmutter
- Låsskruv
- Patronlägeslås
- Remlås
- Ryggsäcklås
- Slaglås (vapen)
- Snapplås (vapen)
- Snäpplås
- Snölås
- Spårryttare
- Säkerhetslås (på halsband)
- Vattenlås
- Wirelås
- Ånglås

- Inlåsning av ort genom belägring
- Låst förhandlingsläge
- Raderingsskydd i datorsammanhang: "låst cell" etc.

## Baklås
Ett lås säges ha hamnat i "baklås", när något har hakat upp sig, så att låset ej går att låsas upp på normalt sätt. Anledningar kan vara:
- Förslitning
- Brusten fjäder
- Bristande smörjning
- Främmande föremål i mekanismen, åldrat smörjmedel
- Kyla (fruset vatten i mekanismen, stelnat smörjmedel)
- Sliten eller illa kopierad nyckel
- Inbrottsförsök (skada på mekanismen, utlöst dyrkspärr)

## Namnkunniga låstillverkare
- Abus (Tyskland)
- Assa Abloy (Sverige)
- Chubb Locks (England)
- Euro-Locks Lowe & Fletcher (Frankrike/Belgien/Tyskland/England)
- Kaba (Schweiz)
- Master Lock (USA)
- Yale (USA)
- Dorma (Tyskland)